# Natal'ja Petrovna Bechtereva
Natal'ja Petrovna Bechtereva (in russo Ната́лья Петро́вна Бе́хтерева?; Leningrado, 7 luglio 1924 – Amburgo, 22 giugno 2008) è stata una neuroscienziata e psicologa russa.
È nota per aver sviluppato approcci neurofisiologici per la psicologia, come ad esempio misurando l'attività d'impulso dei neuroni umani. In suo onore le sono stati dedicati un pianeta minore, chiamato 6074 Bechtereva e un l'istituto Bekhtereva Institute for Human Brain of the RAS.
Le è stato dedicato l'asteroide 6074 Bechtereva.